# Abdullah Ibhais
Abdullah Ibhais (* im 20. Jahrhundert) ist ein jordanischer ehemaliger Medienmanager des Organisationskomitees der Fußball-Weltmeisterschaft 2022 in Katar und Whistleblower. Er wurde 2021 in Katar wegen angeblicher Korruption und Bestechlichkeit zu einer mehrjährigen Haftstrafe verurteilt, nachdem er sich wegen der Problematik der Gastarbeiter im Vorfeld der WM an westliche Menschenrechtsorganisationen und Journalisten gewandt und diesen interne Chatprotokolle zugespielt hatte.

## WM-Medienmanager und Kritiker
Der palästinensischstämmige Ibhais arbeitete bis 2019 als arabischsprachiger Medienmanager für das Organisationskomitee der WM. Im August 2019 besuchte er einen Streik in einem Lager für Gastarbeiter, die wegen ausbleibender Lohnzahlungen protestierten. Anschließend forderte er im Komitee, den Forderungen nachzukommen, bevor ein offizielles Statement in der Sache abgegeben werden würde, und weigerte sich, der Sache einen positiven „Spin“ zu geben, um das Gastgeberland besser dastehen zu lassen.

## Verurteilung und Haft
Wenige Monate später, im November 2019, wurde Ibhais unter dem Vorwurf der Bestechlichkeit von seinem Posten suspendiert und in Arrest genommen. In den Anschuldigungen wurde kolportiert, dass saudische Geldgeber versuchten, die WM in Katar zu sabotieren, um selbst die WM ausrichten zu können. Der Arrest geschah nach BBC-Angaben kurz vor einem geplanten Treffen Ibhais’ mit Journalisten des norwegischen Senders NRK. Nachdem Ibhais einen Anwalt eingeschaltet hatte, um seine Rechte zu vertreten, wurden die katarischen Behörden in dem Fall aktiv. Er wurde später endgültig entlassen, vorgeblich aufgrund von COVID-bedingten Kürzungen.
Ibhais wurde im April 2021, nach eigenen Angaben allein aufgrund eines durch Folter und Isolationshaft erzwungenen Geständnisses, zu einer fünfjährigen Haftstrafe verurteilt. Vor Antritt seiner Haftstrafe wandte er sich an westliche Menschenrechtsorganisationen wie Human Rights Watch und sendete einen Bericht an die Whistleblowing-Plattform der FIFA, um auf seinen Fall aufmerksam zu machen. Außerdem wandte er sich an den deutschen Sportjournalisten Benjamin Best, der schon zuvor zur Katar-WM recherchiert hatte, und spielte ihm Chatprotokolle seiner Kommunikation mit Verantwortlichen des Organisationskomitees, darunter dem Geschäftsführer Hassan al-Thawadi, zu.
Im November 2022 wurde Ibhais’ Verurteilung vom Obersten Kassationsgericht Katars letztinstanzlich bestätigt, die Strafe aber auf drei Jahre Haft reduziert. Verschiedene westliche Medien berichteten über den Fall und bezweifelten, dass es sich um ein faires Verfahren gehandelt habe. Die UN-Arbeitsgruppe gegen willkürliche Inhaftierungen befasste sich im März 2024 mit dem Fall und sprach Empfehlungen aus. Im Juli 2024 erklärte der Menschenrechtsrat der Vereinten Nationen, dass Ibhais „willkürlich“ zu einer Gefängnisstrafe verurteilt wurde, und verlangte seine sofortige Freilassung.
Im März 2025 wurde Ibhais aus der Haft entlassen.